# Ramón Ramírez (baseball, 1981)
Pour les articles homonymes, voir Ramon Ramirez.
Ramón Santo Ramírez (né le 31 août 1981 à Puerto Plata, République dominicaine) est un lanceur de relève droitier des Ligues majeures de baseball sous contrat avec les Angels de Los Angeles.
Il remporte la Série mondiale 2010 comme membre des Giants de San Francisco.

## Carrière

### Débuts
Ramón Ramírez signe son premier contrat professionnel le 27 décembre 1996 avec les Rangers du Texas, alors qu'il n'a que 15 ans. Le club croit cependant qu'il en a 16 et il est libéré de ce contrat l'année suivante. Ramírez est à l'époque joueur de champ intérieur. Après avoir été libéré par les Rangers, il disparaît plusieurs saisons du baseball professionnel où, on le présume, il apprend à devenir lanceur tout en travaillant dans une usine d'embouteillage de Coca-Cola. C'est dans le rôle de lanceur qu'il réapparaît en 2002, mais au Japon, alors qu'il joue pour Hiroshima dans la Ligue centrale. Mis sous contrat par les Yankees de New York de la Ligue majeure de baseball le 5 mars 2003, il évolue en ligues mineures pendant trois saisons complètes. Un échange le fait passer des Yankees aux Rockies du Colorado le 28 juillet 2005, New York le transférant en retour du lanceur droitier Shawn Chacon.

### Rockies du Colorado
Ramón Ramírez fait ses débuts dans le baseball majeur le 14 avril 2006 avec les Rockies du Colorado. Il n'accorde aucun point à l'adversaire pendant 14 manches et un tiers, n'allouant son premier point que le 15 mai, ce qui constitue un nouveau record pour un lanceur des Rockies commençant sa carrière dans les majeures. Il termine sa saison recrue avec une moyenne de points mérités de 3,46 en 67 manches et deux tiers lancées et 61 retraits sur des prises en 61 sorties comme lanceur de relève, avec quatre victoires et trois défaites.
Des blessures ruinent sa saison 2007, où sa moyenne est très élevée : 8,31 en seulement 17 manches et un tiers lancées en 22 parties.

### Royals de Kansas City
Le 26 mars 2008, les Rockies transfèrent Ramírez aux Royals de Kansas City pour le lanceur gaucher Jorge De La Rosa. Ramírez fait bien chez les Royals en 2008 avec une brillante moyenne de points mérités de 2,64 en 71 matchs. Il enregistre 70 retraits sur des prises en 71 manches et deux tiers, gagne trois parties contre deux défaites et réussit le premier sauvetage de sa carrière.

### Red Sox de Boston
Le 19 novembre 2008, Kansas City échange Ramírez aux Red Sox de Boston en retour du voltigeur Coco Crisp. Le lanceur reprend là où il l'avait laissé à Kansas City alors qu'il présente une moyenne de 2,84 points mérités accordés par partie en 70 matchs et 69 manches et deux tiers lancées pour Boston en 2009. Il gagne 7 parties contre 4 défaites.
Il connaît un lent départ en 2010 avec trois défaites et une moyenne de points mérités de 4,46 en 42 matchs et un tiers pour les Red Sox, qui l'échangent après 44 matchs.

### Giants de San Francisco
À la date limite des transactions le 31 juillet 2010, les Giants de San Francisco, alors impliqués dans une course au championnat, obtiennent Ramírez des Red Sox de Boston en retour d'un lanceur droitier des ligues mineures, Daniel Turpen.
Ramírez est brillant en fin de saison 2010 pour les Giants alors qu'il n'accorde que deux points mérités en 27 manches au monticule, pour une moyenne de 0,67. Il termine la campagne avec un gain, trois revers et une moyenne de 2,99 en 69 manches et un tiers lancées en 69 rencontres pour Boston et San Francisco. Les Giants remportent le championnat de la division Est de la Ligue nationale et Ramírez a l'occasion de lancer une fois de plus en séries éliminatoires, après avoir fait une courte première présence l'automne précédent avec les Red Sox. Malgré des performances chancelantes (six points mérités accordés en quatre manches) et une défaite subie en Série de divisions contre les Braves d'Atlanta, le lanceur participe à la conquête de la Série mondiale 2010 par les Giants.
En 2011, il présente la plus basse moyenne de points mérités de sa carrière : 2,62 en 68 manches et deux tiers pour San Francisco, avec trois victoires, trois défaites et quatre sauvetages en 66 parties jouées.

### Mets de New York

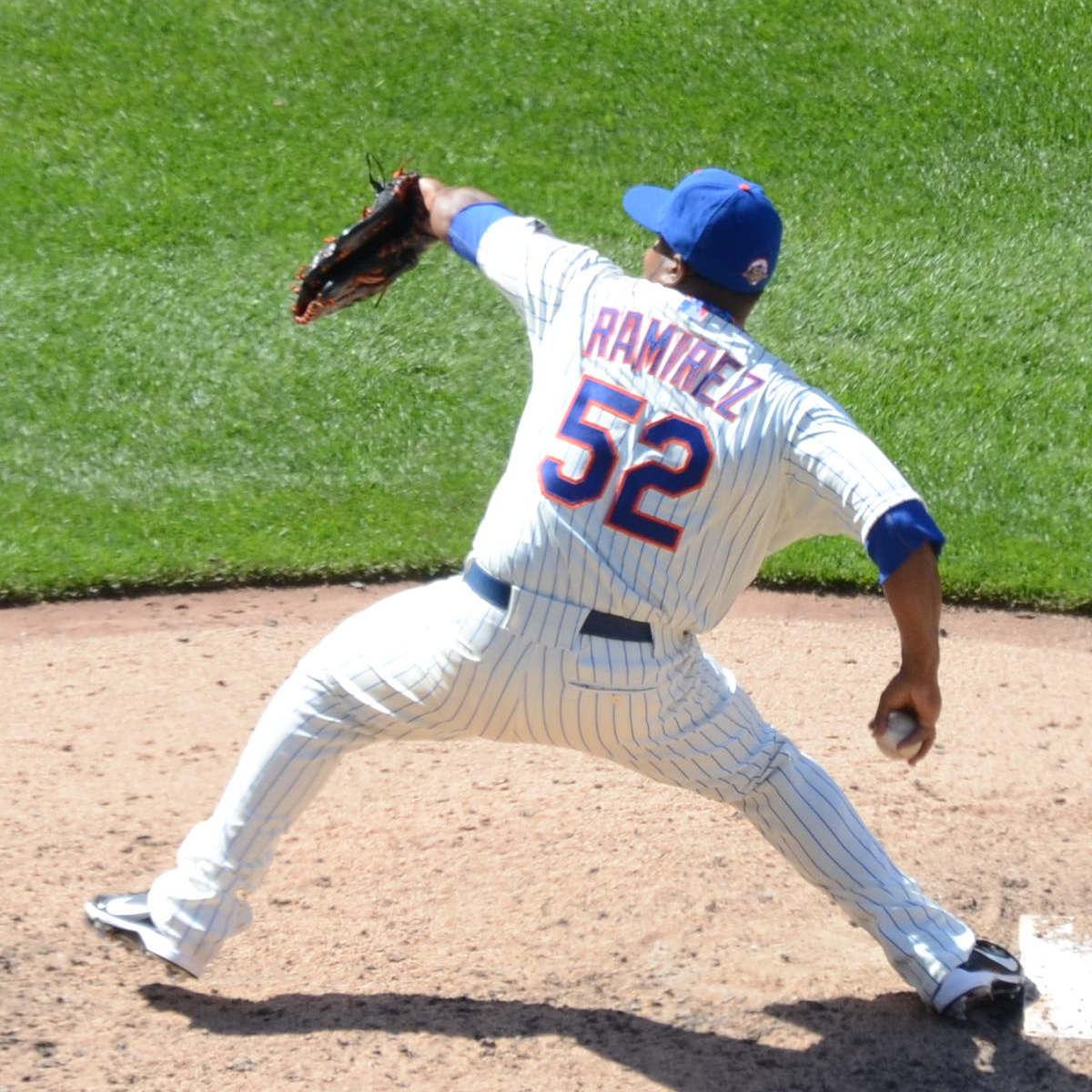
Ramírez en 2012 avec les Mets de New York.

Le 6 décembre 2011, les Giants de San Francisco échangent Ramirez et le voltigeur Andrés Torres aux Mets de New York en retour du voltigeur Ángel Pagán.
Ramírez connaît une difficile saison 2012 alors que l'ensemble des releveurs des Mets éprouvent des ennuis. En 63 manches et deux tiers lancées en 58 sorties, Ramírez affiche une moyenne de points mérités de 4,24.

### Retour à San Francisco
Le 5 février 2013, Ramírez signe un contrat d'un an avec son ancien club, San Francisco. Ce qui veut donc dire que les Giants, qui comptent toujours Ángel Pagán dans leur effectif, ont rapatrié Andrés Torres et Ramírez, les deux joueurs échangés aux Mets pour ses services en décembre 2011. Toutefois, le lanceur connaît un camp d'entraînement désastreux avec une moyenne de 11,25 en huit sorties et est libéré par San Francisco le 22 mars suivant. Le 28 mars, Ramirez accepte finalement un contrat des ligues mineures avec les Giants, qui l'assignent à leur club-école de Fresno pour commencer la saison. Son second passage chez les Giants est de courte durée : en seulement 5 manches et deux tiers lancées en 6 sorties pour eux durant la saison 2013, il a accordé 8 points dont 7 mérités pour une moyenne de 11,12 avec 5 buts-sur-balles alloués contre aucun retrait sur des prises. Libéré par San Francisco en juin, il est mis sous contrat par les Rays de Tampa Bay mais n'évolue que pour leurs clubs de ligues mineures.

### Orioles de Baltimore
Le 2 janvier 2014, Ramirez signe un contrat des ligues mineures avec les Mariners de Seattle. Assigné en ligues mineures aux Rainiers de Tacoma et libéré de ce contrat sans avoir joué un match pour les Mariners, il est récupéré par les Orioles de Baltimore, pour qui il ne joue qu'un seul match en 2014, passant le reste de l'année avec les Tides de Norfolk, leur club-école.

### Angels de Los Angeles
Sans contrat des ligues majeures en 2015, il rejoint l'organisation des Angels de Los Angeles en décembre 2015.